# Procaine
Procaine là một loại thuốc gây tê cục bộ của nhóm amino ester. Nó được sử dụng chủ yếu để giảm đau khi tiêm penicillin tiêm bắp, và nó cũng được sử dụng trong nha khoa. Do tính phổ biến của tên thương mại Novocain, ở một số vùng, Procaine được gọi chung là novocaine. Nó hoạt động chủ yếu như một kênh chặn natri. Ngày nay, nó được sử dụng trong điều trị tại một số quốc gia do tác dụng đối giao cảm, chống viêm, tưới máu và tăng cường tâm trạng.
Procaine lần đầu tiên được tổng hợp vào năm 1905, ngay sau amylocaine. Nó được tạo ra bởi nhà hóa học người Do Thái Alfred Einhorn đã cho hóa chất tên thương mại novocaine, từ Latin nov- (có nghĩa là "mới") và -caine, một từ cuối phổ biến cho các alkaloid sử dụng như thuốc mê. Nó đã được đưa vào sử dụng y tế bởi bác sĩ phẫu thuật Heinrich Braun. Trước khi phát hiện ra amylocaine và Procaine, cocaine là thuốc gây tê cục bộ thường được sử dụng. Einhorn mong muốn khám phá mới của mình sẽ được sử dụng để cắt cụt, nhưng các bác sĩ phẫu thuật ưa thích gây mê toàn thân. Các nha sĩ, tuy nhiên, thấy nó rất hữu ích.

## Dược lý

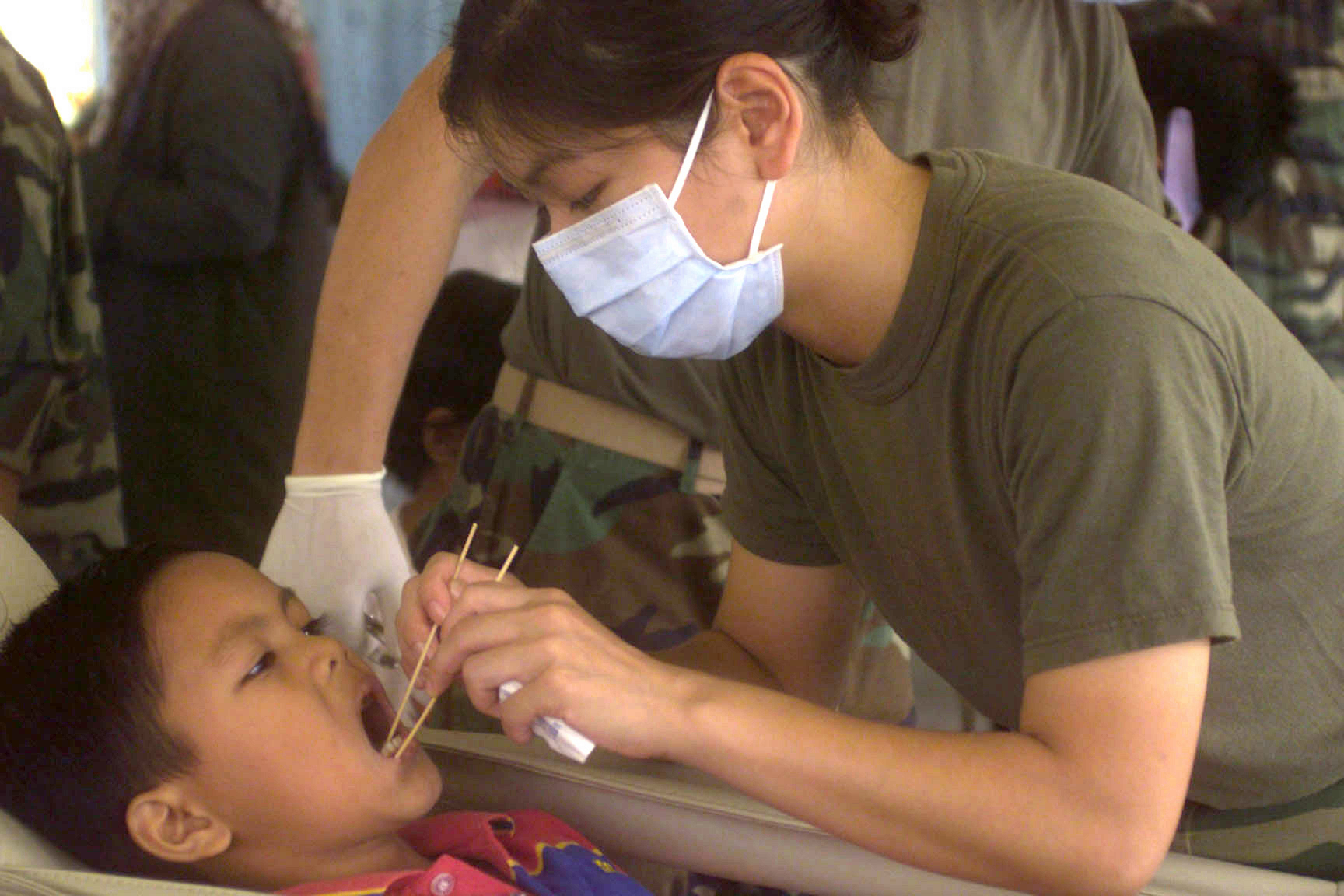
Ứng dụng Procaine trước khi loại bỏ một chiếc răng sâu

Việc sử dụng chính cho Procaine là như một thuốc gây mê.
Procaine được sử dụng ít thường xuyên hơn ngày nay, vì các biện pháp thay thế hiệu quả hơn (và không gây dị ứng) như lidocaine (Xylocaine) tồn tại. Giống như các thuốc gây tê cục bộ khác (như mepivacaine và prilocaine), Procaine là thuốc giãn mạch, do đó thường được dùng chung với epinephrine cho mục đích gây co mạch. Thuốc co mạch giúp giảm chảy máu, tăng thời gian và chất lượng gây mê, ngăn thuốc đạt được lưu thông toàn thân với số lượng lớn, và nói chung làm giảm lượng thuốc gây mê cần thiết. Không giống như cocaine, một co mạch, procain không có phấn khích phẩm chất và gây nghiện mà đặt nó có nguy cơ bị lạm dụng.
Procaine, một chất gây mê ester, được chuyển hóa trong huyết tương nhờ enzyme pseudocholinesterase thông qua quá trình thủy phân thành axit para-amino benzoic (PABA), sau đó được thận đào thải qua nước tiểu.
Một mũi tiêm 1% Procaine đã được khuyến nghị để điều trị các biến chứng ngoại mạch liên quan đến việc tiêm tĩnh mạch, steroid và kháng sinh. Nó cũng được khuyến cáo để điều trị tiêm trong động mạch vô ý (10   ml 1% Procaine), vì nó giúp giảm đau và co thắt mạch máu.
Procaine là một chất phụ gia không thường xuyên trong các loại thuốc đường phố bất hợp pháp, chẳng hạn như cocaine. Các nhà sản xuất MDMA cũng sử dụng Procaine như một chất phụ gia với tỷ lệ từ 1: 1 đến 10% MDMA với 90% Procaine, có thể đe dọa đến tính mạng.

## Tác dụng phụ
Áp dụng Procaine dẫn đến trầm cảm của hoạt động thần kinh. Trầm cảm khiến hệ thống thần kinh trở nên quá mẫn cảm, gây bồn chồn và run rẩy, dẫn đến co giật từ nhẹ đến nặng. Các nghiên cứu trên động vật đã cho thấy việc sử dụng Procaine dẫn đến sự gia tăng nồng độ dopamine và serotonin trong não. Các vấn đề khác có thể xảy ra do sự thay đổi dung nạp của từng cá nhân đối với liều Procaine. Thần kinh và chóng mặt có thể phát sinh từ sự kích thích của hệ thống thần kinh trung ương, có thể dẫn đến suy hô hấp nếu dùng quá liều. Procaine cũng có thể gây ra suy yếu cơ tim dẫn đến ngừng tim.
Procaine cũng có thể gây ra phản ứng dị ứng khiến các cá nhân gặp vấn đề với hô hấp, phát ban và sưng. Phản ứng dị ứng với Procaine thường không đáp ứng với chính Procaine, mà là với chất chuyển hóa PABA của nó. Phản ứng dị ứng trên thực tế khá hiếm, ước tính có tỷ lệ mắc 1 trên 500.000 mũi tiêm. Khoảng một trong 3000 người Bắc Mỹ da trắng là đồng hợp tử (tức là có hai bản sao của gen bất thường) đối với dạng pseudocholinesterase không điển hình phổ biến nhất, và không thủy phân thuốc gây mê ester như Procaine. Điều này dẫn đến một thời gian dài của mức độ cao của thuốc gây mê trong máu và tăng độc tính. Tuy nhiên, một số quần thể trên thế giới như cộng đồng Vysya ở Ấn Độ thường bị thiếu enzyme này.

## Tổng hợp
Procaine có thể được tổng hợp theo hai cách. 

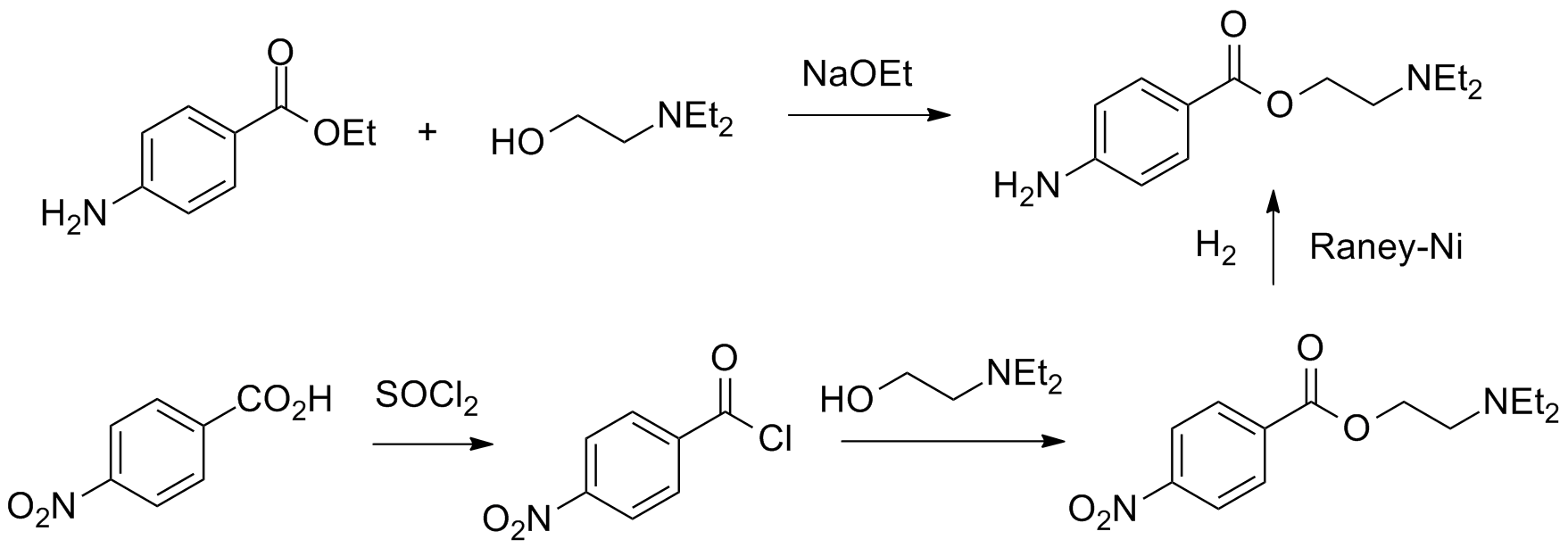
Tổng hợp Procaine

1. Đầu tiên bao gồm phản ứng trực tiếp của este ethyl 4-aminobenzoic với 2-diethylaminoethanol với sự hiện diện của natri ethoxide.
2. Thứ hai là bằng cách oxy hóa 4-nitrotoluene thành axit 4-nitrobenzoic, được phản ứng thêm với thionyl chloride, axit chloride thu được sau đó được ester hóa với 2-diethylaminoethanol để tạo ra Nitrocaine. Cuối cùng, nhóm nitro bị khử bằng cách hydro hóa trên chất xúc tác niken Raney.